# Lift (arbejdsredskab)
 Denne artikel omhandler et arbejdsredskab. Opslagsordet har også en anden betydning, se Lift.
En lift bruges tit ved mindre vedligeholdsarbejder, hvor det ikke kan svare sig at opstille et stillads og hvor det ikke er forsvarligt at bruge en stige.
Lifte bygges på mange forskellige måder, der ikke altid er direkte sammenlignelige, men grundlæggende findes der følgende lifttyper:

## Sakselift
En sakselift er relativt kompakt og løfter ved at krydsende bærearme hæver arbejdsplatformen lodret. Det betyder at liften bevæger sig i en dimension, resten må klares ved at køre med undervognen. Sakselifte er konstruktionsmæssigt blandt de stærkeste lifte og anvendes således ofte både til mandskabsløft samt i form af løfteborde til løft af tunge objekter i en lang række forskellige industrielle installationer.

## Mobillift
For det meste en lift til 1-3 personer monteret på en lastbil. De større modeller rækker ofte 10-50 m opad, og den kran der er grundelementet i køretøjet kan bevæge sig i tre dimensioner, hvilket gør at bilen sjældent skal flyttes under arbejdet.

## Teleskoplift
Minder ofte om en teleskoplæsser. Armen kan normalt kun bevæges i to dimensioner, men til gengæld kan undervognen ofte styre for- og baghjulene uafhængigt af hinanden, så man kan parkere optimalt for opgaven.

## Edderkoppelift
Navnet stammer fra den kompakte opbygning af støttebenene, der i udslået position står som insektben. Liften har som regel en arbejdshøjde fra 12 meter og op efter, de små kan trækkes på en almindelig anhænger, de store kræver en lastbil.

## Tårnlift
Denne type er monteret på et stationært tårn ligesom mange midlertidige elevatorer på byggepladser og fungerer på samme måde. Det kan diskuteres om denne model reelt er en lift. Modellerne er set op til 10 meter brede. Ved større afstande opsættes ofte to bæretårne for at forhindre at liften vælter hvis der kommer for meget vægt på den ene side.

## Trailerlift
Denne type er en trailerudgave af en mobillift, det vil sige det er udformet således den kan trækkes præcis som en anhænger kan. Arbejdshøjden for en trailerlift er typisk mellem 8-30 meter.